# Chiesa di Sant'Andrea (Gravina in Puglia)
La chiesa di Sant'Andrea apostolo era una chiesa rupestre di Gravina in Puglia.

## Storia e descrizione
La chiesa si trovava a ridosso della cinta muraria di Gravina in Puglia nell'antico rione greco con lo sguardo puntato alla vallata della Gravina facendo parte del contiguo monastero dell'Ordine di San Benedetto. Era formata da tre navate divise da 10 colonne.
Nella navata sinistra era presente un'acquasantiera mentre la navata centrale si concludeva con l'altare maggiore sopra il quale vi era un'icona di Maria con il Bambino Gesù al seno affiancata da san Pietro apostolo e sant'Andrea Apostolo. Nella chiesa erano presenti altri tre altari nudi però di ogni suppellettile o decoro.
La fondazione della chiesa e del monastero è attribuita a san Guglielmo da Vercelli che fondò l'abbazia del Goleto nel 1133 e altri monasteri benedettini. Dal 1182 la chiesa risultava sotto la dipendenza dell'abbazia del Goleto per la bolla pontificia di papa Lucio III. Un documento angioino del 1301 attesta che la badessa pro tempore del monastero denunciò al giustiziere della terra di Bari che il conte di Gravina in Puglia, Giovanni Monforte, aveva usurpato al monastero alcune terre. Nel 1567 la chiesa, il beneficio e i beni furono del monastero furono assegnati all'ospedale dei poveri dell'Annunziata di Napoli arrivando al 1569 quando la comunità monastica scomparve. Nel 1714 il cardinale Vincenzo Maria Orsini, visitatore apostolico, constatò le sconcezze della chiesa, la sconsacrò e ordinò la costruzione di una nuova chiesa.
Successivamente quel luogo venne utilizzato come stalla o deposito.